# Somovke
Somovke (Siluriformes), red grabežljivih riba razreda zrakoperki. Sastoji se od 37 porodica među kojima je najmanje 8 hipogeičnih vrsta, kao i tri vrste troglobita, kao što je bezubi slijepi som Trogloglanis pattersoni i širokousti slijepi som Satan eurystomus, obje vrste žive u Texasu i meksički slijepi som Prietella phreatophila iz Coahuile

## Porodice
1. Porodica Akysidae
2. Porodica Amblycipitidae
3. Porodica Amphiliidae
4. Porodica Anchariidae
5. Porodica Ariidae
6. Porodica Aspredinidae
7. Porodica Astroblepidae
8. Porodica Auchenipteridae
9. Porodica Austroglanididae
10. Porodica Bagridae
11. Porodica Callichthyidae
12. Porodica Cetopsidae
13. Porodica Chacidae
14. Porodica Clariidae
15. Porodica Claroteidae
16. Porodica Cranoglanididae
17. Porodica Diplomystidae
18. Porodica Doradidae
19. Porodica Erethistidae
20. Porodica Heptapteridae
21. Porodica Heteropneustidae
22. Porodica Ictaluridae
23. Porodica Lacantuniidae
24. Porodica Loricariidae
25. Porodica Malapteruridae
26. Porodica Mochokidae
27. Porodica Nematogenyidae
28. Porodica Olyridae
29. Porodica Pangasiidae
30. Porodica Pimelodidae
31. Porodica Plotosidae
32. Porodica Pseudopimelodidae
33. Porodica Schilbeidae
34. Porodica Scoloplacidae
35. Porodica Siluridae
36. Porodica Sisoridae
37. Porodica Trichomycteridae